# Мяркявичуте, Вилия
Вилия Мяркявичуте (лит. Vilija Markevičiūtė) — литовская футболистка.

## Карьера
Вилия начинала играть в Вильнюсе за команды «Жальгирис» и «Рута».
В 1991 году перешла в «Калужанку», в которой провела 4 сезона.
В октябре 1994 вернулась на родину и выступала за «Вилию» и «Вильнюс ФМ» (Vilnius Futbolo Mokykla), с которым стала чемпионкой страны и завершила выступления.

## Достижения
командные
- Чемпионат России по футболу среди женщин
  - бронзовый призёр (1): 1994
- Чемпионат Литвы по футболу среди женщинen
  - чемпион (1): 1995/1996[2]
  - серебряный призёр (1): 1994/1995[2]
- Кубок Литвы по футболу среди женщинen
  - финалист (1): 1995[2]

личные
- забила первый гол «Калужанки» в чемпионатах страны ворота «Трикотажницы» на 36 минуте матча (4:0, 8 июня 1991)[2].
- по итогам сезона входила в список «33 лучших футболистки страны» (1): 1992[3].
- забивала голы в международных товарищеских матчах «Калужанки» в ворота:
  - 1 гол: «Мейплбрук Бласт» (США) (3:0, 12.08.1991)
  - 1 гол: «ЦСКА» (Болгария) счет (4:2, 10.04.1992)
  - 1 гол: «Ипландс Экеби» (Швеция) (8:1, 19.04.1993)
- Принимала участие в составе «Калужанки» в товарищеских матчах против сборных СССР (0:5, 05.09.1991), Нидерландов (0:2, 10.09.1992) и России (1:2, 20.08.1992; 0:1, 11.09.2019)

## Командная статистика
клубная
| Выступление      | Выступление      | Выступление      | Лига | Лига | Кубок | Кубок | Итого | Итого |
| Клуб             | Лига             | Сезон            | Игры | Голы | Игры  | Голы  | Игры  | Голы  |
| ---------------- | ---------------- | ---------------- | ---- | ---- | ----- | ----- | ----- | ----- |
| / Калужанка      | вторая           | 1991             | 9    | 10   | —     | —     | 9     | 10    |
| / Калужанка      | первая           | 1992             | 24   | 2    | 1     | 0     | 25    | 2     |
| / Калужанка      | высшая           | 1993             | 18   | 0    | 1     | 0     | 19    | 0     |
| / Калужанка      | высшая           | 1994             | 17   | 1    | 1     | 0     | 18    | 1     |
| / Калужанка      | Итого            | Итого            | 68   | 13   | 3     | 0     | 71    | 13    |
| Всего за карьеру | Всего за карьеру | Всего за карьеру | 68   | 13   | 3     | 0     | 71    | 13    |